# Pseudosesarma moeschi
Espèce
Pseudosesarma moeschi (ou crabe à pinces rouges, parfois vendu en animalerie sous le nom sesarma mederi) est une espèce de crabes de la famille des Sesarmidae.

## Distribution
Ce crabe se rencontre dans les mangroves d'Asie du Sud-Est, notamment en Malaisie, en Thaïlande et en Indonésie.

## Référence
- De Man, 1888. Report on the podophthalmous crustacea of the Mergui Archipelago, collected for the trustees of the Indian Museum, Calcutta, by Dr John Anderson, F.R.S., Superintendent of the Museum. Journal of the Linnean Society, vol. 22, p. 1–312.